# WWE Day of Reckoning 2
WWE Day of Reckoning 2 es un videojuego lanzado en la consola Nintendo GameCube por THQ. La secuela de WWE Day of Reckoning, se convirtió en una "Player's Choice" el 5 de julio de 2006. La banda sonora cuenta con música metal industrial del grupo A Dark Halo, quienes interpretaron dos canciones del juego incluida su canción "Burn It All".
Day of Reckoning 2 ofrece gráficos mejorados respecto a su predecesor, una nueva estrategia basada en sistema de presentación y una trama que permite al jugador elegir caminos. Este juego fue el último juego de lucha lanzado para el GameCube.

## Historia
La historia continúa desde Day of reckoning, con el personaje del jugador en la parte superior del roster. Casi un año después de WrestleMania XX, evolution se ha disuelto y el personaje del jugador ha perdido el Campeonato Mundial Peso Pesado de nuevo con Triple H y ha caído en las filas de la WWE. Sin embargo, el personaje del jugador se ha ganado un interés amoroso en la WWE Diva Stacy Keibler. 
Un mes antes de WrestleMania 21, Triple H pierde el título en una polémica pelea con Chris Jericho y el título está en juego. En un intento de aumentar los índices de audiencia del programa, el Gerente General Eric Bischoff decide organizar un mini-torneo por el Campeonato Mundial Peso Pesado y la final tendrá lugar en WrestleMania 21. El personaje del jugador derrota a Chris Jericho y avanza a la final. Triple H y el personaje del jugador va a prepararse para la final del torneo antes de los informes Bischoff que el cinturón ha sido robado. 
El jugador avanza en la historia de la recopilación de información sobre el paradero del título mundial. Muy pronto el jugador se enmarca por el robo del cinturón, es dejado por Stacy, despedido y expulsado de RAW. Sin embargo, el Gerente General de Smackdown Theodore Long firma al jugador con un contrato de por vida a SmackDown!. Finalmente, el jugador gana el Campeonato de la WWE y luego descubre que los antiguos aliados del jugador Chris Jericho y Randy Orton junto con Edge habían robado el Campeonato Mundial Peso Pesado. 
Con el misterio resuelto, Triple H pide al luchador del jugador un combate por el título en WrestleMania 21 en un Last Man Standing Match por el Campeonato de la WWE. El personaje del jugador gana el combate, se reúne con Stacy y hace una amistad con Triple H, quien cambia a Face en el proceso y toma posesión del recién encontrado Campeonato Mundial Peso Pesado.

## Modos de juego
- 1 VS 1: 2 luchadores entran al ring para competir.

- Tag Team: Selecciona un par de superestrellas contra otro par.

- Triple Threat: 3 luchadores entran al ring para combatir todos contra todos.

- Fatal 4 way: 4 luchadores entran en una guerra que solo se puede resolver en el ring.

- Handicap: 2 vs 1.

- Royal rumble: podrás sobrevivir al royal rumble.

- Selecciona tipos de peleas como: normal, Hardcore, Ladder match, Tables Ladders and Chairs match, duelo de jaula(Cage Match), Hell in a cell, Bra and panties match, Last man standing match y el Ironman match.

- Selecciona también los ecenarios como: RAW, Smackdown!, Velocity, Heat, Summerslam, Unforgiven, No mercy, Survivor Series, Armageddon, Royal Rumble, No way out, Backlash, Judgement Day, Great American Bash, Vengeance, Taboo Tuesday, Bad Blood y Wrestlemania 21.

## Resumen
WWE Day of Reckoning 2 Envuelve elementos más que los juegos de estrategia WWE anterior. La característica de Resistencia ha sido central para el juego, lo que significa que durante los luchadores partido perderá la resistencia, la reducción de la eficacia de los movimientos de defensa y la precisión. Si se drena toda la energía de un luchador, el luchador estará temporalmente no responde a los comandos de control y abierto a los ataques hasta que el luchador de la resistencia renaciente. El mayor número de durabilidad de un luchador, más rápido se puede renovar su energía. Day of Reckoning 2 también se responde cuando se le golpea a alguien en los tensores.
El sistema de presentación fue cambiado en gran medida de los predecesores de The Game. Los jugadores pueden realizar una presentación de cuatro movimientos diferentes que todos vienen con consecuencias diferentes. Usted no puede ganar un partido a través de una presentación a menos que elija la presentación física. La presentación Provocar desagües espíritu de la oponente. El resto espera la presentación causa pocos daños, pero el jugador puede renovado vigor hasta que se escapa el oponente. Y la fuga de presentación de los desagües de la oponente de la resistencia.
La sangre también se ha visto una mejora. Hay tres líneas de sangre que van desde un pequeño corte en la frente, a un "Wrestling máscara carmesí" (un Faceful de sangre), que incluye la sangre en el pecho. Cada vez que un luchador llega a una etapa de la sangre, una cantidad considerable de energía se pierde, y el luchador no es capaz de energía renovable. La sangre también gotea sobre, y temporalmente las manchas, la colchoneta. Sin embargo, los personajes femeninos no pueden sangrar.
Cambio de movimiento y levantar el impulso regreso de WWE Day of Reckoning . Sólo después de haber metros bajo por un cierto espíritu luchador de tiempo entrará en el "peligro" del Estado y estar autorizados a utilizar un cambio de impulso. Un cambio de ritmo es un último esfuerzo para convertir las tablas en el oponente y ganar el partido. Un cambio de dinámica sólo puede utilizarse una vez por partido.
Momento de elevación se utiliza para crear una diferencia real entre los luchadores de peso ligero y pesado. Si un luchador de la luz trata de levantar un luchador pesado, un medidor aparecerá el cual el jugador debe rellenar pulsando el botón. El éxito general de los ascensores impulso depende de la calificación de fortaleza del atacante, el tamaño de la oponente, el tamaño del atacante, y el estado actual del atacante de su medidor / su espíritu.
El jugador puede tener entre 1 y 9 movimientos finales. Uno debe estar acabado mover el Shift "Momentum", que se realiza desde una posistion pie. Otras 8 finalistas pueden ser seleccionados, pero solo uno de cada posistion (por ejemplo, si el jugador elige un "ataque terrestre", como un clasificador, que no pueden tener un segundo ataque terrestre "). Sin embargo, todos de pie se desplaza de la cuchara bivalva se puede realizar como una bodega de acabado desde el frente o detrás de posistions.
Los desarrolladores de un gran avance en el motor , era que los tiempos de carga mayor para los juegos y el modo de crear un luchador. Day of Reckoning 2 es también un pionero en 3D que ofrece, aunque sea muy original, los miembros del público.
El Last Man Standing Match también se introdujo in Day of Reckoning 2.
El Create-a-Wrestler (CAW) regresa en esta entrega. Sin embargo, los jugadores no pueden transferir sus luchadores creados a partir de Day of Reckoning en este juego. En el modo historia, el jugador debe usar un CAW. CAWS también puede ser usado para los juegos de exhibición. CAWS Hombre no se puede utilizar para el modo historia, pero podrán participar en los partidos de la especialidad (es decir, partidos de la jaula, el infierno en una celda, mesas, escaleras).
- Datos: Q606048